# Mami Awuah Asante
Mami Awuah Asante (Ghana, 9 oktober 1975) is een Nederlandse voormalige sprintster uit Amsterdam. Ze veroverde in de periode 1988-2000 zowel in- als outdoor in totaal veertien nationale sprinttitels, waarvan vijf bij de senioren. Als junior en senior maakte ze jarenlang deel uit van nationale 4 × 100 m estafette sprintploegen.

## Loopbaan
Awuah Asante had in haar juniortijd in totaal al negen nationale jeugdtitels vergaard, voordat zij in 1996 haar eerste titel bij de senioren opeiste. In dat jaar werd zij Nederlands indoorkampioene op de 60 m, in het buitenseizoen gevolgd door een nationale titel op de 100 m. De 4 × 200 m estafette liep ze op 2 februari 1997 in Den Haag met haar clubgenotes Annemarie Kramer, Andra Laarhuis en Esther van Ooijen in 1.40,03, een Nederlands indoorrecord voor clubteams.
In 1998 voegde Ami Awuah Asante op de 100 en 200 m nog eens drie Nederlandse titels aan haar palmares toe, één indoor en twee outdoor. Daarnaast kwalificeerde zij zich dat jaar op de 200 m voor de Europese indoorkampioenschappen in Valencia (Spanje). In een tijd van 24,36 s strandde ze er echter in de series.
In 2004 werd Awuah Asante geselecteerd voor de basisopstelling van de 4 × 100 m estafette voor de Olympische Spelen in Athene. Zes weken voor vertrek raakte zij echter geblesseerd aan haar hamstring tijdens een 200 meterrace in Uden. De sprintster herstelde hiervan niet op tijd, waardoor olympische deelname werd uitgesloten.

## Nederlandse kampioenschappen
Outdoor
| Onderdeel | Jaar       |
| --------- | ---------- |
| 100 m     | 1996, 1998 |
| 200 m     | 1998       |

Indoor
| Onderdeel | Jaar |
| --------- | ---- |
| 60 m      | 1996 |
| 200 m     | 1998 |

## Persoonlijke records

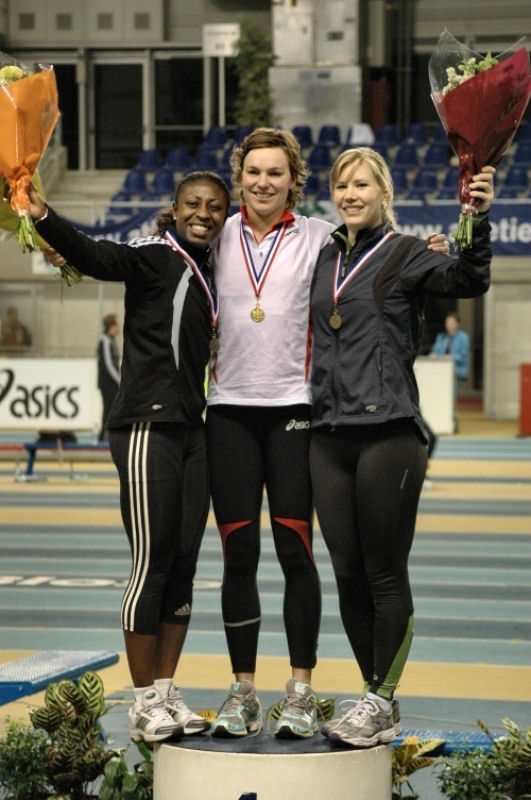
Mami Awuah Asante (links) voor de laatste keer op het ereplatform: NK indoor 2006.

Outdoor
| Onderdeel | Prestatie | Datum        | Plaats    |
| --------- | --------- | ------------ | --------- |
| 100 m     | 11,69 s   | 11 juli 1998 | Groningen |
| 200 m     | 23,98 s   | 6 juli 1997  | Emmeloord |
| 400 m     | 55,25 s   | 26 juli 1998 | Krommenie |

Indoor
| Onderdeel | Prestatie | Datum            | Plaats   |
| --------- | --------- | ---------------- | -------- |
| 60 m      | 7,45 s    | 22 februari 1997 | Den Haag |
| 200 m     | 23,77 s   | 15 februari 1998 | Den Haag |

## Palmares

### 60 m
- 1994: 8e NK indoor – 7,74 s
- 1995: 6e NK indoor – 7,59 s
- 1996:  NK indoor – 7,50 s
- 1997:  NK indoor – 7,45 s
- 1998:  NK indoor – 7,59 s
- 2001: 4e NK indoor – 7,67 s
- 2002: 4e NK indoor – 7,57 s
- 2003: 7e NK indoor – 7,70 s
- 2005:  NK indoor – 7,58 s
- 2006:  NK indoor – 7,54 s

### 100 m
- 1994:  NK – 11,77 s
- 1995:  NK – 11,93 s
- 1996:  NK – 11,91 s
- 1996: 4e Kerkrade Classic – 11,83 s
- 1997:  NK – 11,74 s
- 1997:  Kerkrade Classic – 12,03 s
- 1997:  Papendal Games – 12,02 s
- 1998:  NK – 11,69 s (+0,9 m/s)
- 1999: 4e NK – 11,88 s
- 2000:  NK – 12,00 s (+3,1 m/s)
- 2002: 5e NK – 11,99 s
- 2003: 7e NK – 12,14 s
- 2004:  Track Meeting Breda – 11,95 s
- 2004:  Arena Games te Hilversum – 12,19 s
- 2005: 6e NK – 12,03 s
- 2006:  LTB-Recordwedstrijden te Hoorn – 11,81 s
- 2006:  Gouden Spike – 12,17 s
- 2006: 4e NK – 11,93 s

### 150 m
- 2006:  Ter Specke Bokaal – 18,08 s

### 200 m
- 1994:  NK – 24,33 s
- 1995:  NK – 24,50 s
- 1996:  NK indoor – 24,20 s
- 1996:  NK – 24,11 s
- 1997:  NK indoor – 24,02 s
- 1997:  NK – 23,98 s
- 1997:  Papendal Games – 24,22 s
- 1998:  NK indoor – 23,77 s
- 1998: 3e in serie EK indoor - 24,36 s
- 1998:  NK – 24,37 s (-2,0 m/s)
- 1999: DNS NK
- 2000: DNS NK
- 2003: 7e NK – 24,99 s
- 2003:  Open Eindhovense – 24,90 s
- 2005:  NK – 24,02 s
- 2006:  LTB-Recordwedstrijden – 24,09 s
- 2006: DNS NK